# 亚特兰大开膛手
亚特兰大开膛手（英語：Atlanta Ripper），是一名身份不明的连环杀手 ，涉嫌在1911年和1912年杀害至少15名亚特兰大女性。 

## 背景
1911年5月28日，家住亚特兰大加里波第街（Garibaldi Street）黑人厨师Belle Walker下晚班仍未回家，后来她的姊妹在距离Walker家25码远的地方发现了她的尸体。Walker被人割喉杀害，《亚特兰大宪法报》以“黑人妇女被杀；没有杀手线索”报道了这一案件。  6月15日，黑人妇女Addie Watts的尸体被人发现，死于割喉；6月27日，又发现了Lizzie Watkins的尸体。 

## 调查
媒体将连环杀手称为“亚特兰大开膛手”。警方锁定了6名嫌犯，但6人均不是真正的凶手。到1911年底，已有15名女性被以同样的方式杀害，均为黑人或深色皮肤，年龄都在20岁出头。受害者数量可能多达21名，但没有确凿的证据证明这些谋杀案件都是由同一个人犯下的。